# Белоостровская улица (Санкт-Петербург)
Белоостро́вская улица — улица в Санкт-Петербурге, проходящая в Выборгском и Приморском районах. Белоостровская улица идёт от площади Академика Климова (пересечение Большого Сампсониевского проспекта и Кантемировской улицы) до Торжковской улицы.

## История
В 1849—1952 годах носила название Языков переулок. В 1952 году получила современное наименование в память о героических боях под Ленинградом, в районе посёлка и железнодорожной станции Белоостров, в период Великой Отечественной войны. В 1964 году часть улицы от Чёрной речки до Новосибирской улицы была отнесена к Торжковской улице, этот участок часто называли Ново-Торжковской улицей.
История переименований:
- Берёзовый проспект — первое название улицы (известно с 1836 г.)[1]
- Языков переулок (1849 — 15.12.1952) в честь генерала-поручика П. Г. Языкова (владел землями у Чёрной речки, в конце проезда)
- Белоостровская улица (с 15.12.1952)

## Пересечения
- Торжковская улица
- Старобельская улица
- улица Графова
- Сердобольская улица
- Вазаский переулок
- Студенческая улица
- Большой Сампсониевский проспект

## Здания
- Дом № 20 — пятиэтажный доходный дом, 1914 г., гражд. инж. Пётр Батуев[2].
- Дом № 25 — пятиэтажный доходный дом в стиле модерн, 1911 г., арх. Василий Данилов[2].
- Дом № 26к2 — трёхэтажный особняк в кирпичном стиле. Предположительно, в здании работала заводская контора[2].
- Дом № 34 — 14-е Городское попечительство о бедных.

## Галерея

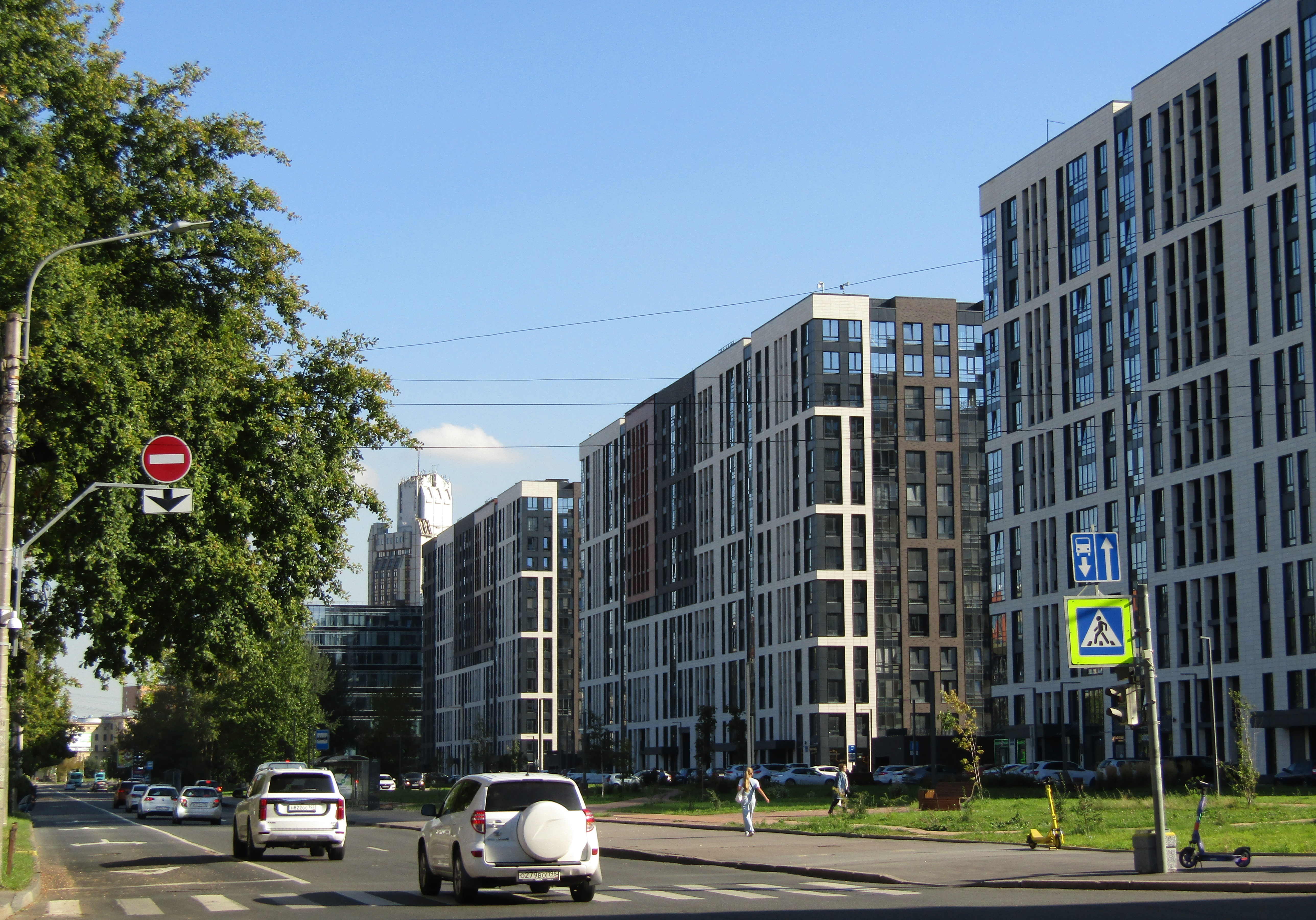
Жилые здания, построенные на месте снесённых корпусов завода «Ильич»
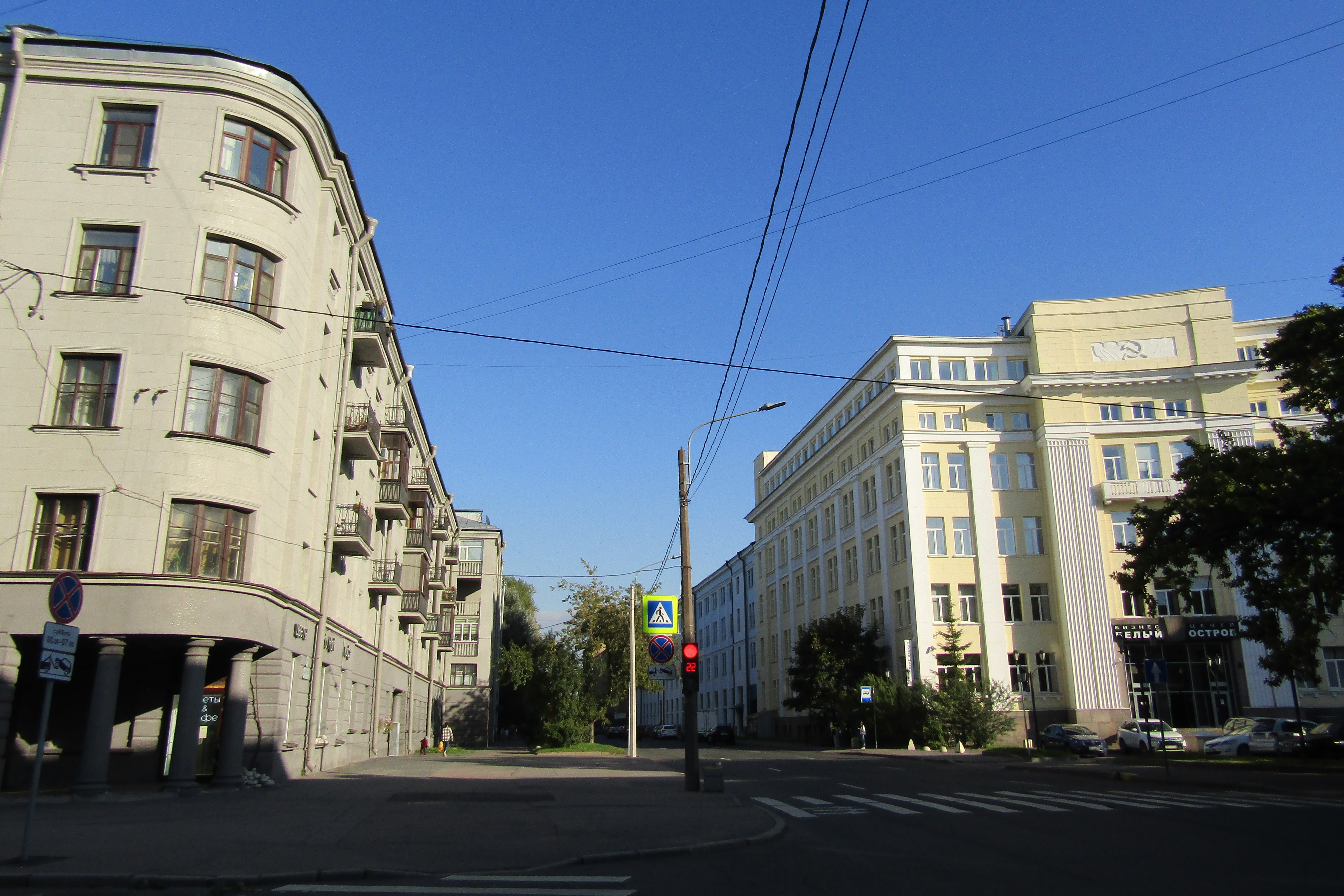
Вид от Сердобольской улицы
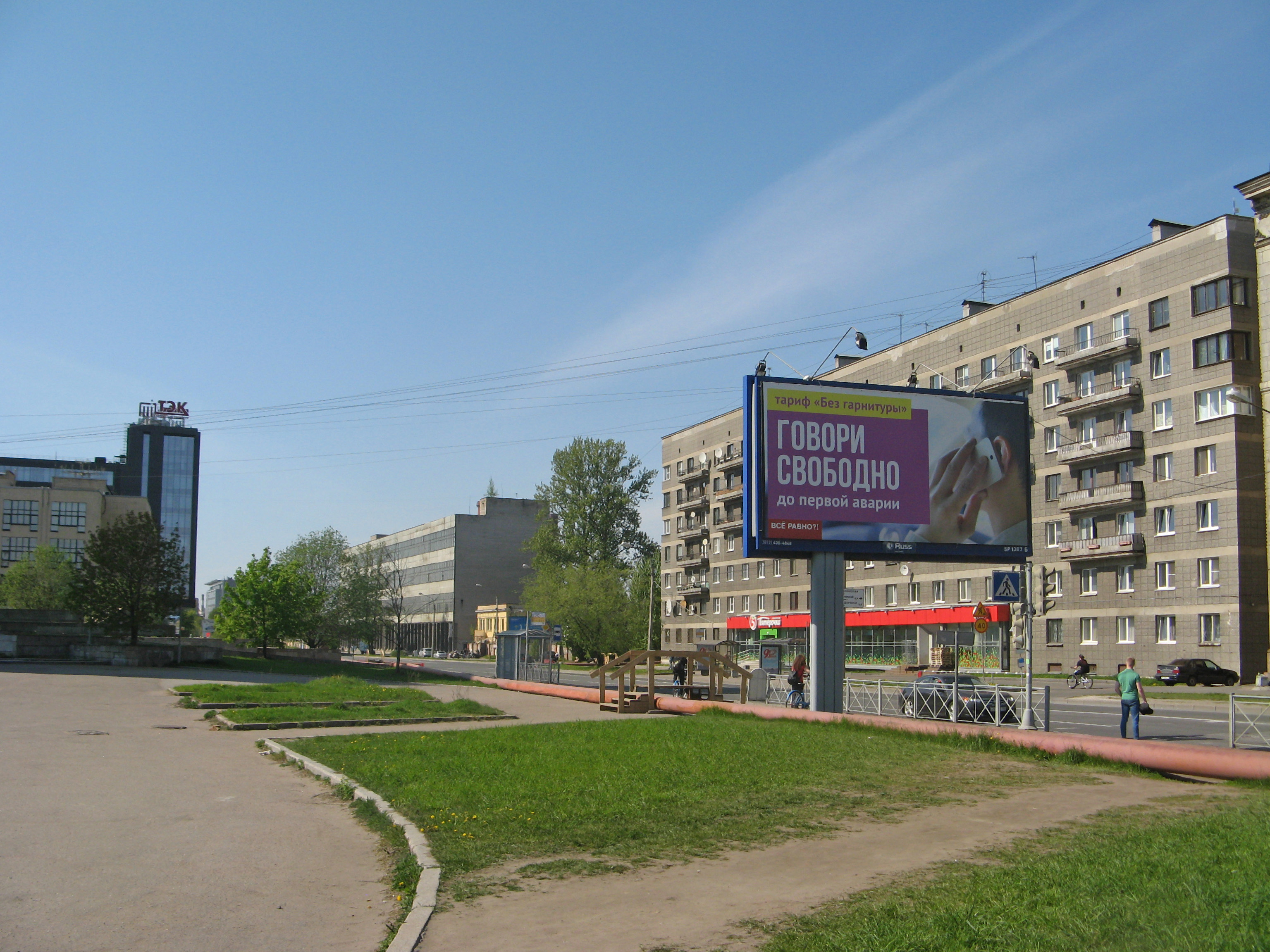
Белоостровская улица у площади Академика Климова